# In God's Country
In God's Country is een nummer van de Ierse band U2.
Het nummer werd in 1987 als single uitgebracht en staat ook op het album The Joshua Tree. De single van het nummer werd alleen uitgebracht in Canada en de Verenigde Staten, toch haalde het nummer ook in het Verenigd Koninkrijk de hitlijst. In Nieuw-Zeeland verscheen het nummer als B-kant van de single One Tree Hill.
In Nederland werd de plaat regelmatig gedraaid op Radio 3, echter bereikte de plaat niet de Tipparade,Nederlandse Top 40 en de Nationale Hitparade Top 100. Ook in België bereikte de single de Vlaamse hitlijsten niet.
In God's Country is ook te zien in de film van Rattle and Hum.
Tijdens het schrijven van het nummer had Bono het idee om over thuisland Ierland te schrijven, maar uiteindelijk ging het nummer over de Verenigde Staten.
Bono · The Edge · Adam Clayton · Larry Mullen jr.